# Viade de Baixo
Viade de Baixo ist ein Ort und eine ehemalige Gemeinde (Freguesia) im portugiesischen Kreis Montalegre. Die Gemeinde hatte 675 Einwohner (Stand 30. Juni 2011).
Am 29. September 2013 wurden die Gemeinden Viade de Baixo und Fervidelas zur neuen Gemeinde União das Freguesias de Viade de Baixo e Fervidelas zusammengeschlossen. Viade de Baixo ist Sitz dieser neu gebildeten Gemeinde.